# Солдатово (Крым)
Солда́тово (до 1948 года Аджила́р, ранее Яма́н-Ёл-Аджила́р; укр. Солдатове, крымскотат. Acılar, Аджылар) — исчезнувшее село в Белогорском районе Республики Крым (согласно административно-территориальному делению Украины — Автономной Республики Крым). Располагалось на севере района, примерно в 1,5 километрах юго-восточнее современного села Мельники, в степном Крыму в балке  Аджилар-Джилгасы, впадающей справа в реку Кучук-Карасу в среднем течении.

## История
Первое документальное упоминание села встречается в Камеральном Описании Крыма… 1784 года, судя по которому, в последний период Крымского ханства Хаджилар  входил в Карасубазарский кадылык Карасубазарского каймаканства. После присоединения Крыма к России (8) 19 апреля 1783 года, (8) 19 февраля 1784 года, именным указом Екатерины II сенату, на территории бывшего Крымского Ханства была образована Таврическая область и деревня была приписана к Левкопольскому, а после ликвидации в 1787 году Левкопольского — к Феодосийскому уезду Таврической области. После Павловских реформ, с 1796 по 1802 год, входила в Акмечетский уезд Новороссийской губернии. По новому административному делению, после создания 8 (20) октября 1802 года Таврической губернии, Аджилар был включён в состав Уроскоджинской волости Феодосийского уезда.
Согласно Ведомости о числе селений, названиях оных, в них дворов… состоящих в Феодосийском уезде от 14 октября 1805 года, в деревне Ачилар числилось 6 дворов и 47 жителей, исключительно крымских татар. На военно-топографической карте генерал-майора Мухина 1817 года Яман-Иол-Аджилар обозначен с 7 дворами. После реформы волостного деления 1829 года Аджилар, согласно «Ведомости о казённых волостях Таврической губернии 1829 г», отнесли к Бурюкской волости (переименованной из Урускоджинской). На карте 1836 года в деревне 19 дворов. Затем, видимо, в результате эмиграции крымских татар, деревня заметно опустела и на карте 1842 года деревня Яман-Иол-Аджилар обозначена условным знаком «малая деревня», то есть, менее 5 дворов
В 1860-х годах, после земской реформы Александра II, деревню приписали к Шейих-Монахской волости. Согласно «Памятной книжке Таврической губернии за 1867 год», деревня Аджилар была покинута жителями в 1860—1864 годах, в результате эмиграции крымских татар, особенно массовой после Крымской войны 1853—1856 годов, в Турцию и оставалась в развалинах. В «Списке населённых мест Таврической губернии по сведениям 1864 года», составленном по результатам VIII ревизии 1864 года, Аджилар — русско-татарская деревня с 4 дворами и 26 жителями при безъименномъ источникѣ (на трёхверстовой карте Шуберта 1865—1876 года в деревне Яман-иол-Аджилар обозначено 18 дворов). В «Памятной книге Таврической губернии 1889 года» по результатам Х ревизии 1887 года записаны Мушаш вместе с Аджиларом, с 52 дворами и 315 жителями в обеих. По «…Памятной книжке Таврической губернии на 1892 год» в безземельной деревне Аджилар, не входившей ни в одно сельское общество, было 99 жителей, у которых домохозяйств не числилось.
После земской реформы 1890 года, Аджилар отнесли к Андреевской волости. На подробной военно-топографической карте 1892 года в Аджиларе обозначены 6 дворов с татарско-болгарским населением. Сохранился документ о выдаче ссуды неким Бабылеву, Константинову, Фирсову и др. под залог имения при деревне Аджилар от 25 августа 1895 года. В «…Памятной книжке Таврической губернии на 1900 год» Аджилар записан, как дикий сад, входивший в Васильевское сельское общество, с населением 82 человека в 15 дворах. По Статистическому справочнику Таврической губернии. Ч.II-я. Статистический очерк, выпуск пятый Феодосийский уезд, 1915 год, в селе Аджилар (арендаторов) Андреевской волости Феодосийского уезда числилось 24 двора (1 двор с землёй, 23 — безземельные) со смешанным населением в количестве 117 человек приписных жителей и 48 — «посторонних», из которых 88 мужчин и 77 женщин. За селением числилось 1000 десятин удобной земли. В хозяйствах имелось 49 лошадей, 61 вол, 32 коровы и 500 голов мелкого скота.
После установления в Крыму Советской власти, по постановлению Крымревкома от 8 января 1921 года была упразднена волостная система и село вошло в состав вновь созданного Карасубазарского района Симферопольского уезда, а в 1922 году уезды получили название округов. 11 октября 1923 года, согласно постановлению ВЦИК, в административное деление Крымской АССР были внесены изменения, в результате которых округа ликвидировались, Карасубазарский район стал самостоятельной административной единицей и село включили в его состав. Согласно Списку населённых пунктов Крымской АССР по Всесоюзной переписи 17 декабря 1926 года, в селе Аджилар, в составе упразднённого к 1940 году Барынского сельсовета Карасубазарского района, числился 31 двор, все крестьянские, население составляло 156 человек, из них 143 русских, 4 украинцев, 3 армянина, 2 болгарина, 2 немца, 2 грека
В 1944 году, после освобождения Крыма от фашистов, 12 августа 1944 года было принято постановление № ГОКО-6372с «О переселении колхозников в районы Крыма», в исполнение которого в район завезли переселенцев: 6000 человек из Тамбовской и 2100 — Курской областей, а в начале 1950-х годов последовала вторая волна переселенцев из различных областей Украины. С 25 июня 1946 года Аджилар в составе Крымской области РСФСР. Указом Президиума Верховного Совета РСФСР от 18 мая 1948 года, Аджилар переименовали в Солдатово. 26 апреля 1954 года Крымская область была передана из состава РСФСР в состав УССР. Время включения в состав Вишенского сельсовета пока не установлено: на 15 июня 1960 года село уже числилось в его составе. Упразднено решением Крымского облисполкома от 16 сентября 1986 года, при этом в «Крымскотатарской энциклопедии» содержатся данные, что по переписи 1989 года в селе проживало 205 человек.

### Динамика численности населения
| - 1805 год — 47 чел. - 1864 год — 26 чел. - 1889 год — 315 чел. - 1892 год — 99 чел. | - 1900 год — 82 чел. - 1915 год — 117/48 чел. - 1926 год — 156 чел. - 1989 год — 205 чел. |